# Groveland-Big Oak Flat
Groveland-Big Oak Flat é uma Região censo-designada localizada no estado americano da Califórnia, no Condado de Tuolumne.

## Demografia
Segundo o censo americano de 2000, a sua população era de 3388 habitantes.

## Geografia
De acordo com o United States Census Bureau tem uma área de 74,6 km², dos quais 73,9 km² cobertos por terra e 0,7 km² cobertos por água.

## Localidades na vizinhança
O diagrama seguinte representa as localidades num raio de 24 km ao redor de Groveland-Big Oak Flat.